# Теодор Овербек
Ян Теодор Джерард Овербек (Jan Theodoor Gerard Overbeek; Гронінген, 30 січня 1911 - 19 лютого 2007) - голландський професор фізичної хімії в Утрехтському університеті.
Овербек народився в Гронінгені. Сім'я Овербека переїхала в Роттердам в 1913 році і в Бреду в 1925 році. Овербек пішов вивчати хімію (з 1928-1933) в Утрехтський університет. Він пробув рік на військовій службі, а потім два роки пропрацював у Бельгії. Перший рік він працював у Вільному Брюссельському університеті, після цього рік в Гентському університеті.
Докторський ступінь здобув 19 травня 1941 р. з дисертацією "Теорія електрофорезу, ефект релаксації".  Усі характерні риси пізнішої роботи Овербека були присутніми вже в його дипломній роботі: формування простої моделі з наявними даними, створення відповідних рівнянь, а потім математична розробка. Дисертація Овербека досліджувала роль деформації подвійного електричного шару, що оточує заряджену колоїдну спільну частинку, яка рухалася зовнішнім електричним полем.
Після закінчення навчання Овербек приєднався до Philips, де Еверт Фервей був його безпосереднім начальником. Крім роботи на люмінесцентних екранах, вони спільно працювали над взаємодією між колоїдними частинками. Аттракція, заснована на підсумовуванні взаємодії міжмолекулярних взаємодій, була встановлена в 1937 р. нфмецьким вченим Г.К.Гамакером, який також працював у Philips. Однак подробиці про відштовхування, через сили подвійного електричного навколо колоїдних частинок, були не настільки чіткими. За допомогою термодинамічних міркувань були розраховані відповідні вільні енергії та отриманий потенціал взаємодії. Це дослідження конкретизоване в роботі "Теорія стійкості ліофобних колоїдів".  Робота мала великий вплив і досі використовується в міркуваннях щодо стійкості колоїдів, а також у різних інших сферах, де заряджені поверхні взаємодіють між собою. Ця теорія відома сьогодні як Фізи́чна тео́рія сті́йкості ліофо́бних коло́їдів - теорія ДЛФО (Дерягіна, Ландау, Фервея, Овербека).
У 1946 році Овербек став професором фізичної хімії в Утрехтському університеті. Він досліджував широке коло проблем, які, незважаючи на різні форми, завжди мали однаковий підхід. Методика наукової роботи Овербека була проста: теоретична модель, відібрані експерименти, суворі розрахунки та перевірка моделі за експериментальними даними.
Овербек також залишався активним після виходу на пенсію в 1981 р. Його пристрастю в той час було розуміння явища  мікроемульсії, які були більш стійкими порівняно зі звичайними  макроемульсіями. За свою піонерську роботу Овербек отримав кілька престижних нагород. Він отримав почесні звання Університету Кларксона та Брістольського університету. У 1989 році він отримав премію Вольфганга Оствальда.  Він отримав почесного члена Королівського Нідерландського хімічного товариства, був обраний членом Королівської Нідерландської академії мистецтв і наук у 1953 р. У 1969 р. став членом Американської академії мистецтв і наук.